# Zbigniew Mikołajewski (architekt)

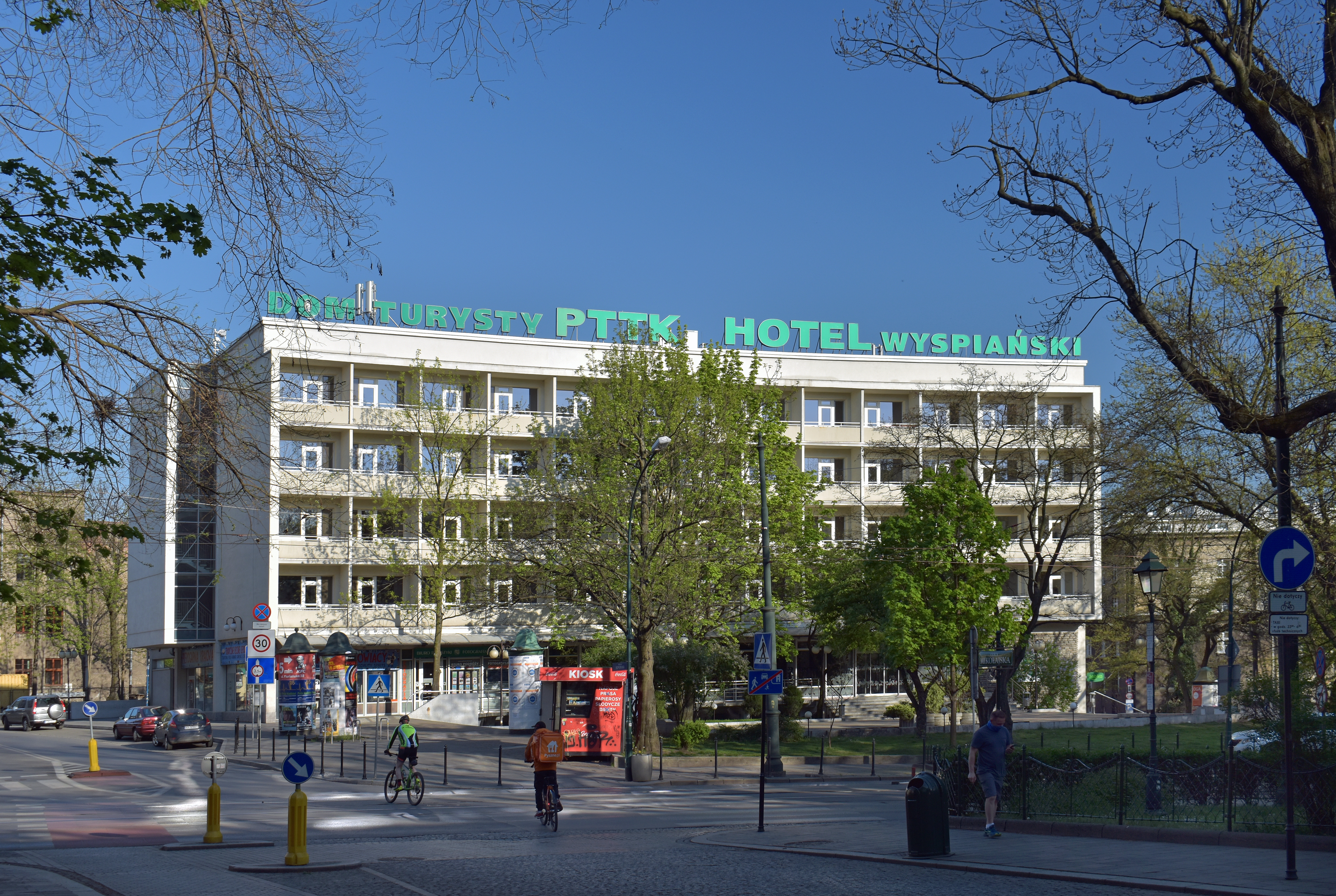
Dom Turysty w Krakowie

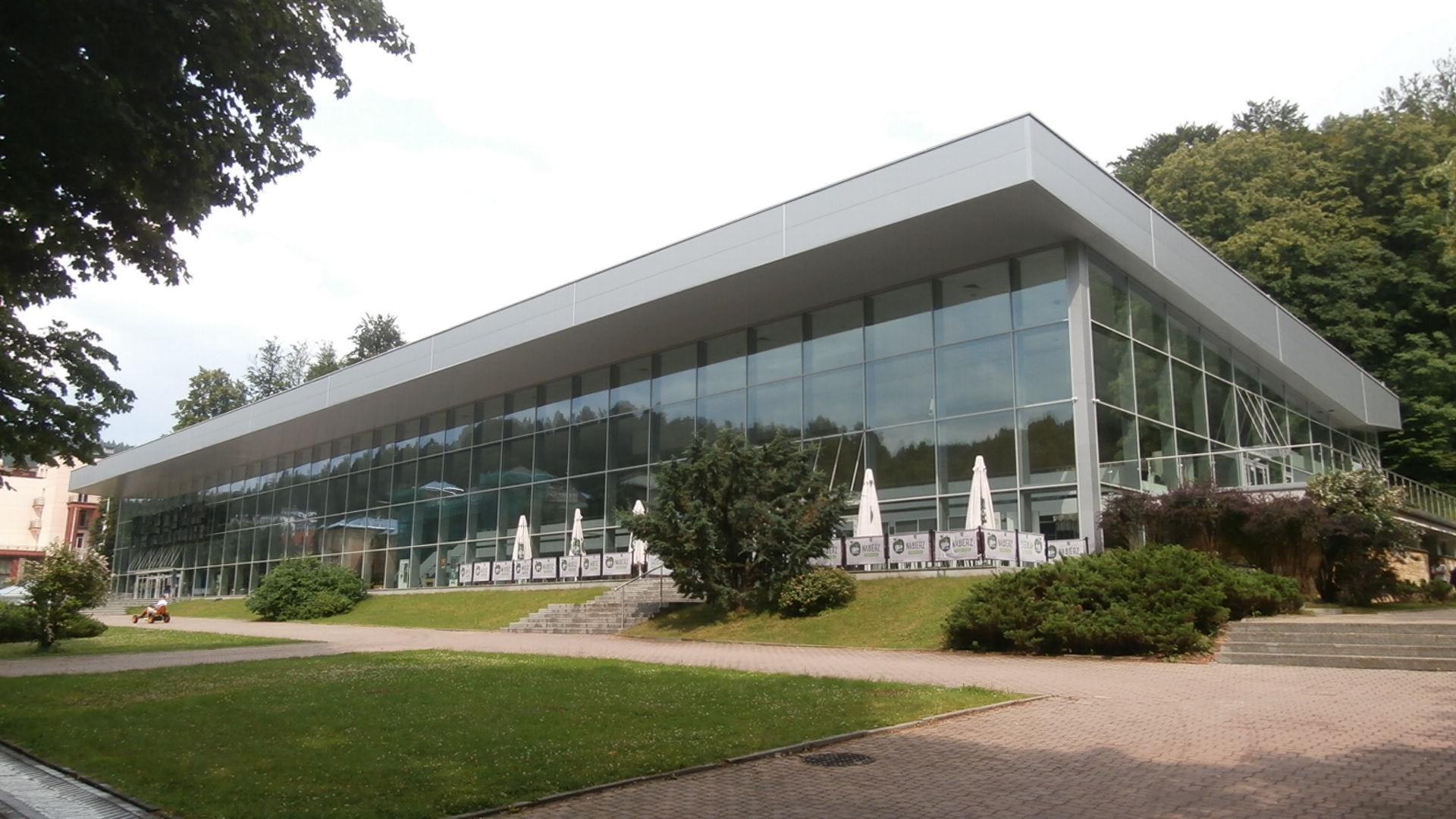
Pijalnia Główna w Krynicy-Zdroju (powstała 1969–1971)

Zbigniew Władysław Mikołajewski (ur. 5 września 1922 we Lwowie, zm. 13 marca 2008) – polski architekt, projektant budynków mieszkalnych, szkolnych i obiektów użyteczności publicznej.

## Wybrane realizacje
- Dom Turysty im. Kazimierza Sosnowskiego w Krakowie (1959–1963) – współautorzy: Stanisław Spyt i Zbigniew Szpyrkowski[2][3]
- zespół sanatoryjny Silesia w Krynicy (1963-1979)
- dom wypoczynkowy Kolejarz w Muszynie-Złockiem (1964)
- Pijalnia Główna w Krynicy-Zdroju (1969–1971) – współautor: Stanisław Spyt

## Nagrody i odznaczenia
- Nagroda III stopnia Komitetu Budownictwa Urbanistyki i Architektury (1963) za Dom Turysty w Krakowie (współautorzy: Stanisław Spyt i Zbigniew Szpyrkowski)
- Złota Odznaka „Zasłużony dla rozwoju Sądecczyzny”